# Melanozosteria nitidella
Melanozosteria nitidella es una especie de cucaracha terrestre del género Melanozosteria, tribu Polyzosteriini, subfamilia Polyzosteriinae. Fue descrita científicamente por Shaw en 1918.

## Distribución
Se distribuye por Oceanía: Australia (Queensland).